# (136922) Brianbauer
(136922) Brianbauer est un astéroïde de la ceinture principale.

## Description
(136922) Brianbauer est un astéroïde de la ceinture principale. Il fut découvert le 19 avril 1998 à la station Anderson Mesa par Marc William Buie. Il présente une orbite caractérisée par un demi-grand axe de 2,37 UA, une excentricité de 0,25 et une inclinaison de 5,2° par rapport à l'écliptique.